# Polyplectropus kingsolveri
Polyplectropus kingsolveri is een schietmot uit de familie Polycentropodidae. De soort komt voor in het Neotropisch gebied.